# Леонтьевское (Тверская область)
Леонтьевское — деревня в Калязинском районе Тверской области России, входит в состав Семендяевского сельского поселения.

## География
Деревня находится в 14 км на юго-запад от центра поселения села Семендяево и в 8 км на восток от райцентра города Калязина.

## История
В издании Тверской Учетной Архивной Комиссии «Описи древним граматам...Колязина монастыря» под № 166 значилась «Вкладная старцы Енатея Игнатьева на дер. Левоново, 1569 г.» В Кашинской Писцовой книге 1628-29 годов за кашинцем Иваном Михайловичем Гавреневым значилась половина села Леонтьевского. В клировой ведомости 1796 года в селе Леонтьеве показана деревянная Церковь Казанская, построенная в 1716 году.
В 1816 году в селе Леонтьево была построена каменная Казанская церковь с 2 престолами, метрические книги с 1780 года.
В конце XIX — начале XX века село входило в состав Плещеевской волости Калязинского уезда Тверской губернии. 
С 1929 года деревня являлась центром Леонтьевского сельсовета Калязинского района Кимрского округа Московской области, с 1935 года — в составе Калининской области, с 1994 года — в составе Леонтьевского сельского округа, с 2005 года — в составе  Семендяевского сельского поселения.

## Население
| 1859 | 2002 | 2010 |
| ---- | ---- | ---- |
| 61   | ↗461 | ↗566 |

## Социальная сфера
В деревне расположено отделение скорой помощи Областного клинического психоневрологического диспансера. 